# Angular Apron
Angular Apron ist ein Musikalbum des Tony Oxley Quintet. Die 1992 auf dem Ruhr Jazz Festival in Bochum entstandene Aufnahme erschien am 15. Juni 2024 auf John Corbetts Label Corbett vs. Dempsey.

## Hintergrund
Angular Apron enthält eine bisher unveröffentlichte Aufnahme eines spektakulären einmaligen Auftritts eines internationalen Quintetts, das der britische Schlagzeuger Tony Oxley für einen Auftritt beim Ruhr Jazz Festival 1992 zusammengestellt hatte. Larry Stabbins spielte Sopran- und Tenorsaxophon, Manfred Schoof Trompete und Flügelhorn, Pat Thomas Piano/Elektronik und Sirone am Bass. In den frühen 1970er-Jahren, nicht lange nach seinem Auftritt auf John McLaughlins Album Extrapolation (Polydor, 1969), begann Oxley, seiner Sammlung von Schlagzeug und Metall-Perkussion auch Ringmodulatoren, Tongeneratoren und andere Effektgeräte hinzuzufügen. Thomas war ein weiterer früher Anwender elektronischer Elemente und er und Oxley nutzten bei dem Auftritt in Bochum auch die Elektronik.
Angular Apron ist die durchgehende Aufführung eines Stücks, das Oxley erstmals 1989 als Mitglied eines Trios unter der Leitung von Anthony Braxton aufnahm, für den es geschrieben wurde. Das Stück wird auf dem Tonträger als ein langer Track präsentiert und durchläuft mehrere unterschiedliche Sätze, die auch den verschiedenen Kombinationen von Soli, Duetten, Trios und Ensembleimprovisationen entsprechen, notierte Phil Johnson.

## Titelliste
- Tony Oxley Quintet: Angular Apron (Corbett vs. Dempsey CvsD CD110)[3]

1. Angular Apron 64:43

Die Komposition stammt von Tony Oxley.

## Rezeption

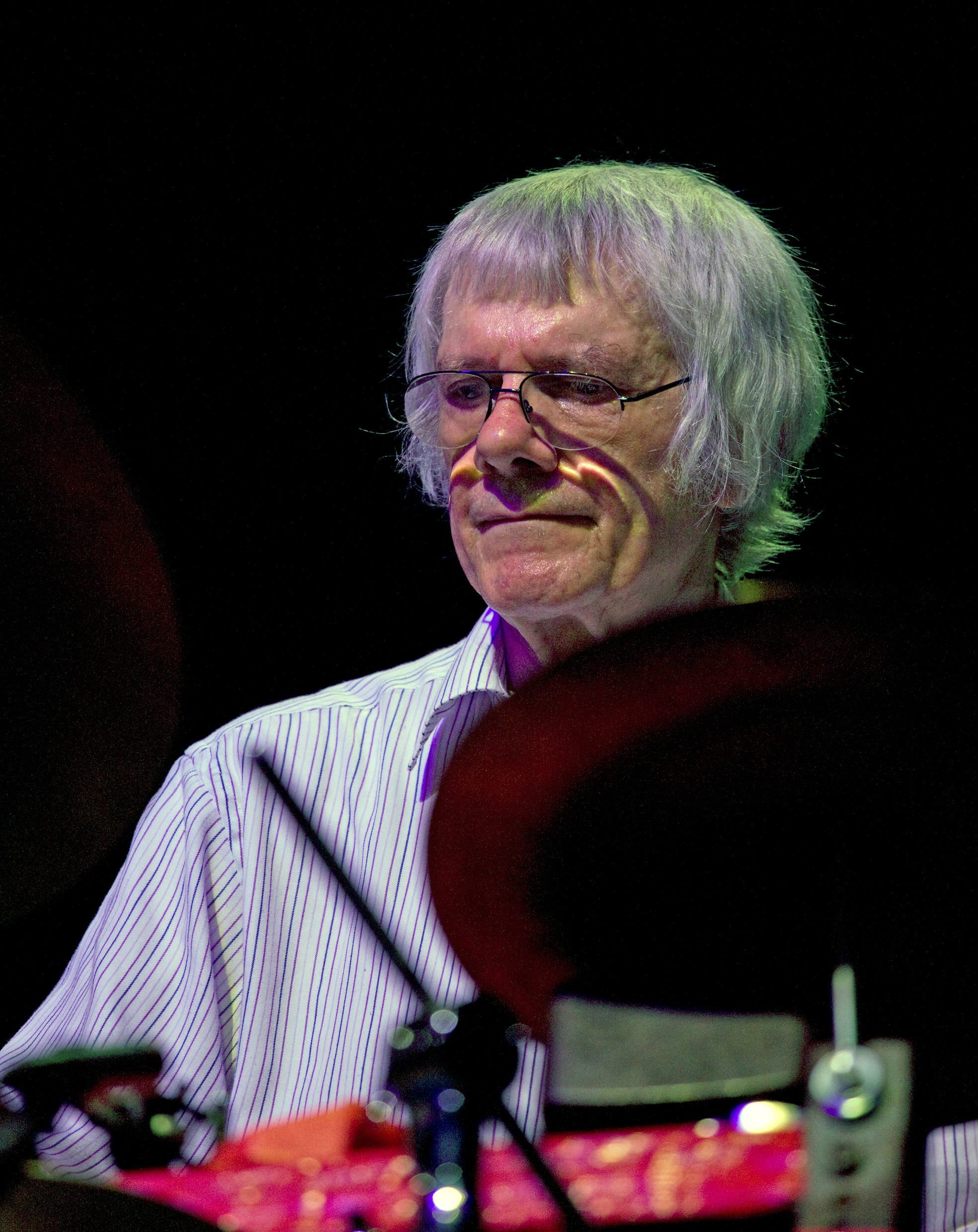
Tony Oxley auf dem Moers Festival 2009

Nach Ansicht von Chris May, der das Album in All About Jazz rezensierte, ist Angular Apron ein wegweisendes Album. Das Album würde wie eine „Odyssee durch den Weltraum“ klingen, als wäre man bei der tatsächlichen Entstehung des Sonnensystems dabei gewesen. Riesige Ereignisse fänden statt, gewaltige Energiefelder verbinden sich, schwarze Löcher würden geboren, Sonnenstürme loderten auf. „Das Ausmaß der Musik ist galaktisch, und die Details darin sind atomar.“
Trotz einiger sehr stürmischer Sequenzen mit ordentlich Sturm und Drang bleibe die Musik ebenso maßvoll wie freigeistig, schrieb
Phil Johnson (London Jazz News). Die Art und Weise, wie das einstündige Stück ablaufe, sei stets von Disziplin und Struktur geprägt,  ein Beweis für Oxleys souveräne Präsenz als Bandleader und Komponist. Dabei würden alle Musiker  ihre Identität durchsetzen, aber Larry Stabbins sei durchweg ein Wunder, mit einer klar kommunizierten Bandbreite von Saxophonstimmen, von zarten Soprankritzeleien bis hin zu heftigen Tenorböen. Diese hervorragende Aufnahme sei auch eine wichtige Erinnerung daran, was für eine beeindruckende Persönlichkeit Pat Thomas, dem sowohl Elektronik als auch Klavier zugeschrieben werden, [schon damals] war und immer noch werde. Und Tony Oxley selbst würde hier hervorragend  klingen.